# Маккуори (маяк)
Маяк Маккуори (англ. Macquarie Lighthouse) — старейший маяк Австралии, расположен на входе в Сиднейскую бухту.
Маяк был построен в 1791 году, став первым маяком в Австралии. Конструкция была деревянной и служила до 1816 года, когда тогдашний губернатор Нового Южного Уэльса Лаклан Маккуори заложил первый камень нового здания маяка. Однако современное здание было построено лишь в 1878—1880 гг рядом со старым, а старое снесено в 1883 году. Тогда же и состоялось открытие маяка в новом здании, существующем и поныне. Старое и новое здания внешне очень похожи, и более двух лет стояли рядом в нескольких метрах.
В 1933 году на маяке была установлена двухстворчатая линза Френеля. С 1976 года маяк работает полностью в автоматическом режиме. С 2001 года маяком управляет Sydney Harbour Federation Trust.
Маяк — символ университета Маккуори, изображён на его логотипе.

## Галерея

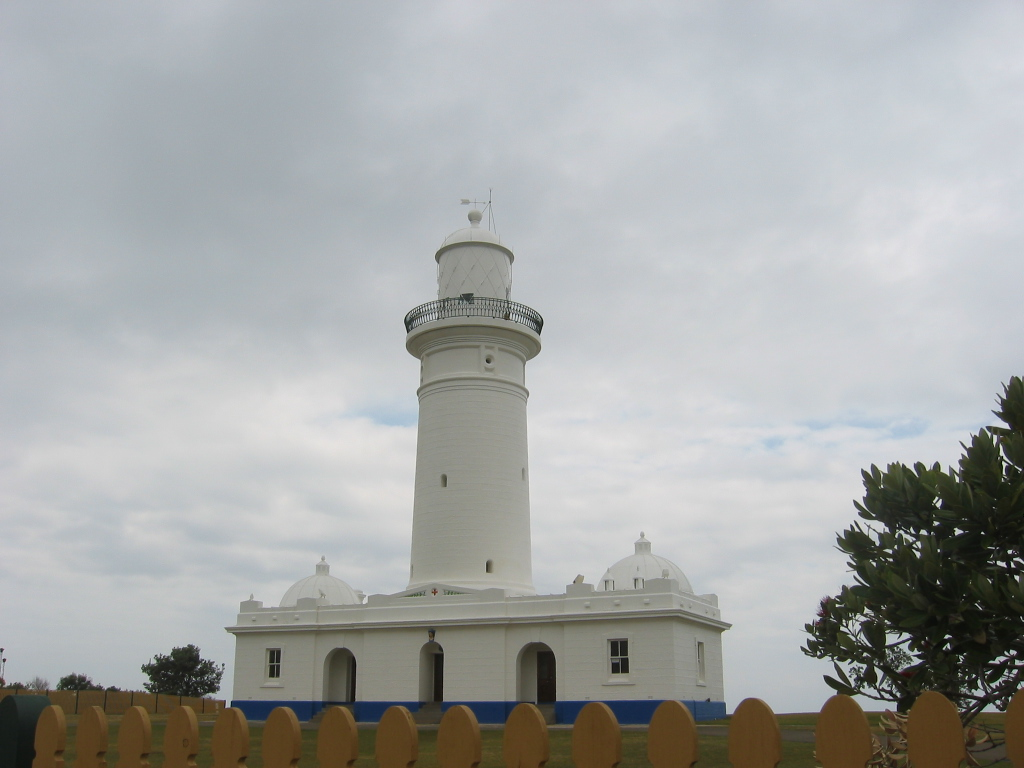
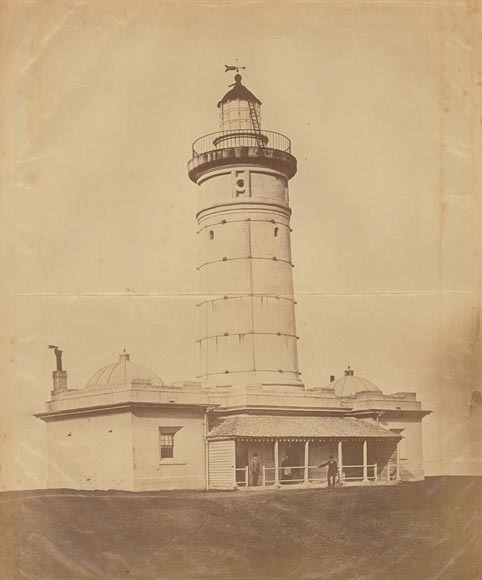
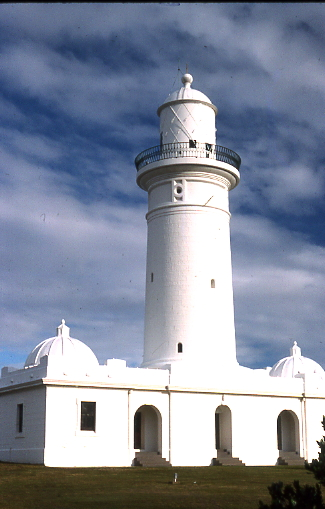
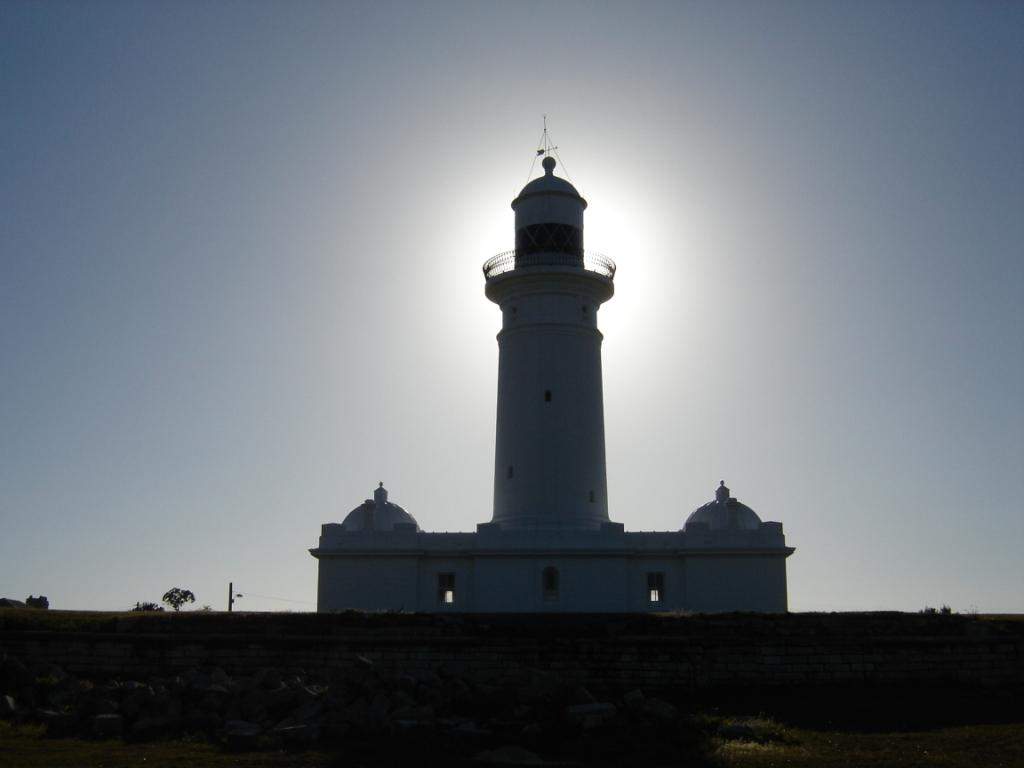